# Poletne olimpijske igre 1960
Poletne olimpijske igre 1960 (uradno XVII. olimpijada moderne dobe) so bile poletne olimpijske igre, ki so potekale leta 1960 v Rimu v Italiji. Druge gostiteljske kandidatke so bile: Lausanne, Švica; Detroit, ZDA; Budimpešta, Madžarska; Ciudad de México, Mehika in Tokio, Japonska.